# Type Wilding
Pour les articles homonymes, voir Élisabeth II (homonymie).

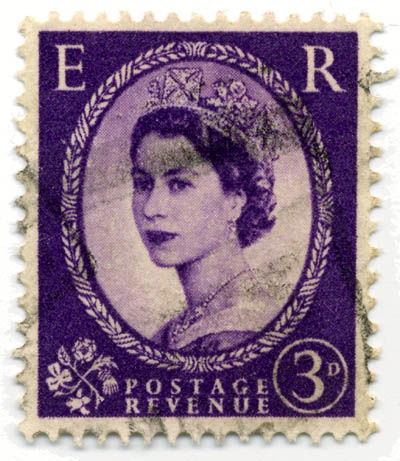
Un timbre de la série de 1952.

Les timbres au type Wilding sont la première série de timbres-poste d'usage courant britanniques à l'effigie de la reine Élisabeth II.
Créés à partir d'une photographie de Dorothy Wilding, ils sont en vente de 1952 à 1967. Les timbres au type Machin ont remplacé cette série.

## Description et particularités
Les timbres représentent une photographie de la reine Élisabeth II, reine depuis le 6 février 1952, tournée vers la gauche, de profil de trois quarts. Le cliché a été réalisé par Dorothy Wilding, alors photographe officielle de la Cour.
Ils ont servi aux premiers essais de tri automatique du courrier en Grande-Bretagne avec l’ajout de bandes de graphite au verso de la vignette, puis par des bandes de phosphore.
Certains existent sur papier couché.
Leur remplacement est dû à la finesse de la gravure : le portrait devait être réduit pour figurer en médaillon sur les timbres commémoratifs. Ce portrait remplace le nom du pays que le Royaume-Uni a le droit de ne pas faire figurer ; l’UPU honore ainsi la création du timbre postal par ce pays avec le Penny Black. 
Cette série a été imprimée avec trois filigranes différents.  
Les timbres à forte valeur faciale représentent des châteaux. (page dédiée)
Les timbres à haute valeur faciale (2/6, 5/, 10/ et £1) représentent des châteaux et ils sont gravés. Il existe deux filigranes différents et un tirage a été effectué sur papier non filigrané. Il existe par ailleurs plusieurs imprimeurs dont la production est difficile à distinguer. Cependant, il existe quelques astuces pour différencier les gravures ordinaires et les gravures fines. Sur ces dernières, les ornements de la couronne de la Reine apparaissent très blancs et se détachent du fond. De plus, les traits composants le visage de la reine sont plus fins et la boucle d'oreille se confond avec le cou de la Reine. Enfin, les couleurs peuvent être différentes mais il est inutile de les décrire ici.  
Sur l'image (grossissement du timbre à 2/6), à gauche est représentée la gravure ordinaire (Waterlow ou Bradbury Wilkinson) et à droite la gravure fine (De la Rue).  

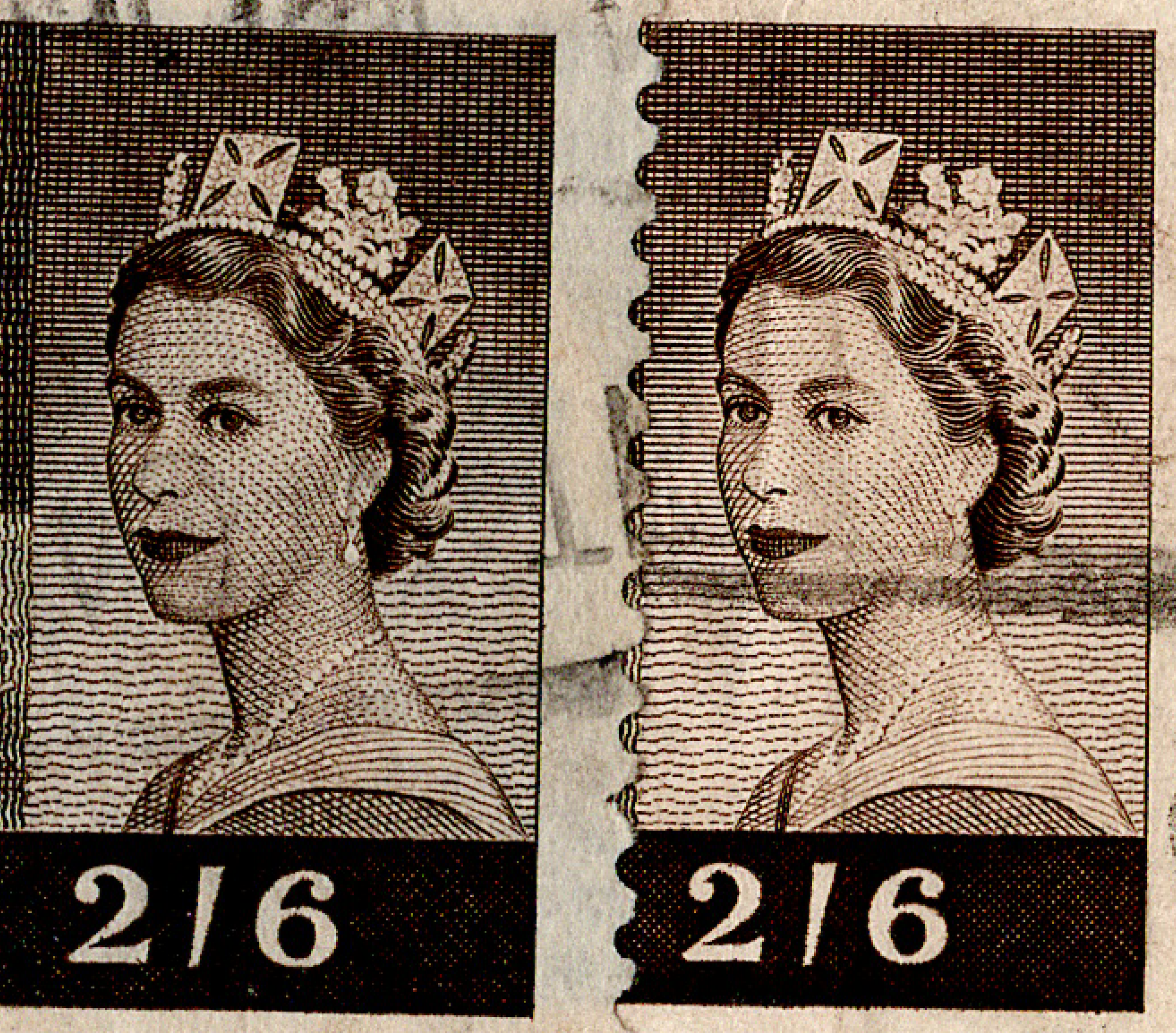
Comparaison entre gravure fine (à droite) et ordinaire (à gauche)

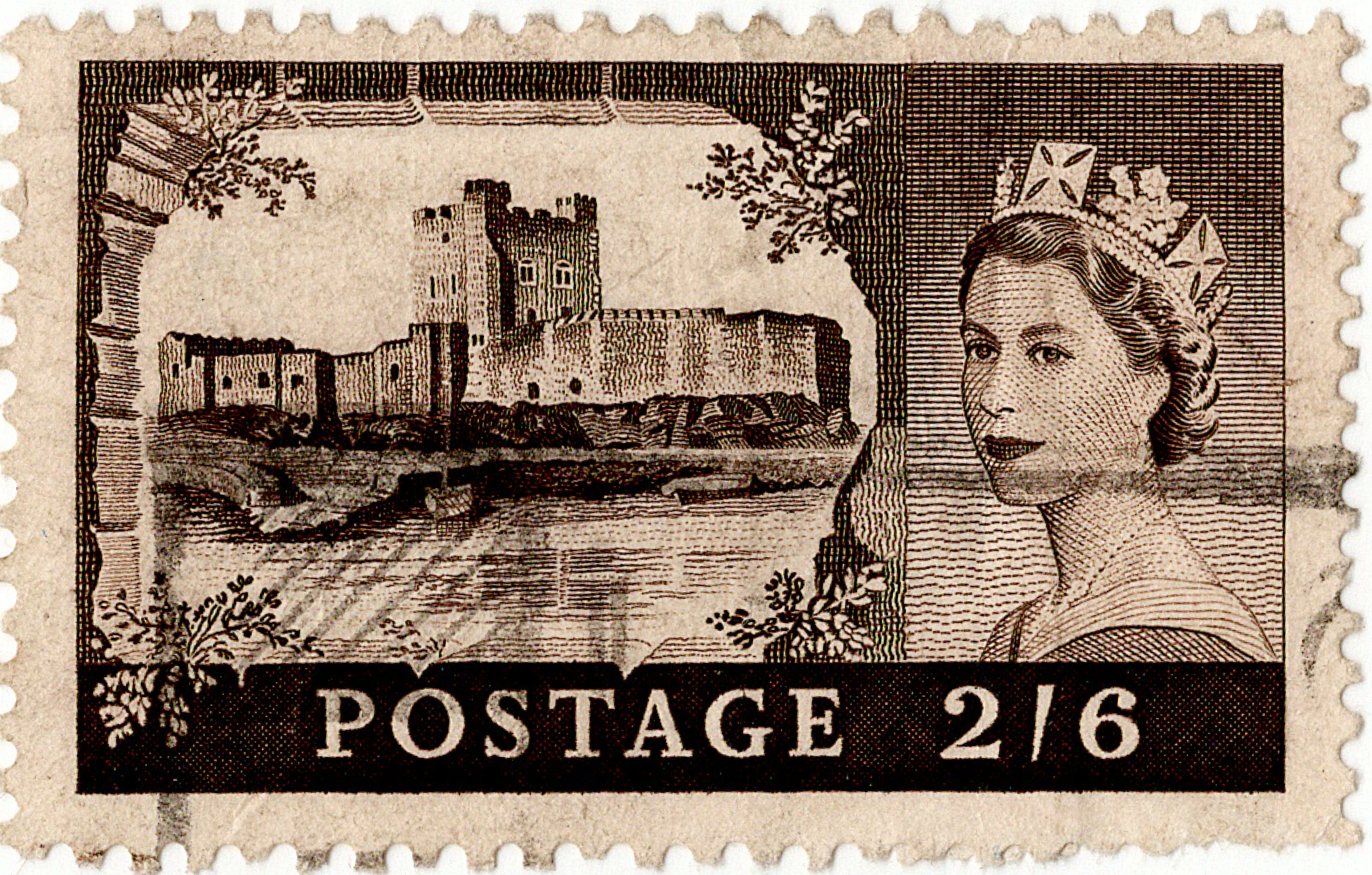
Timbre Wilding Gravure fine (De la Rue)

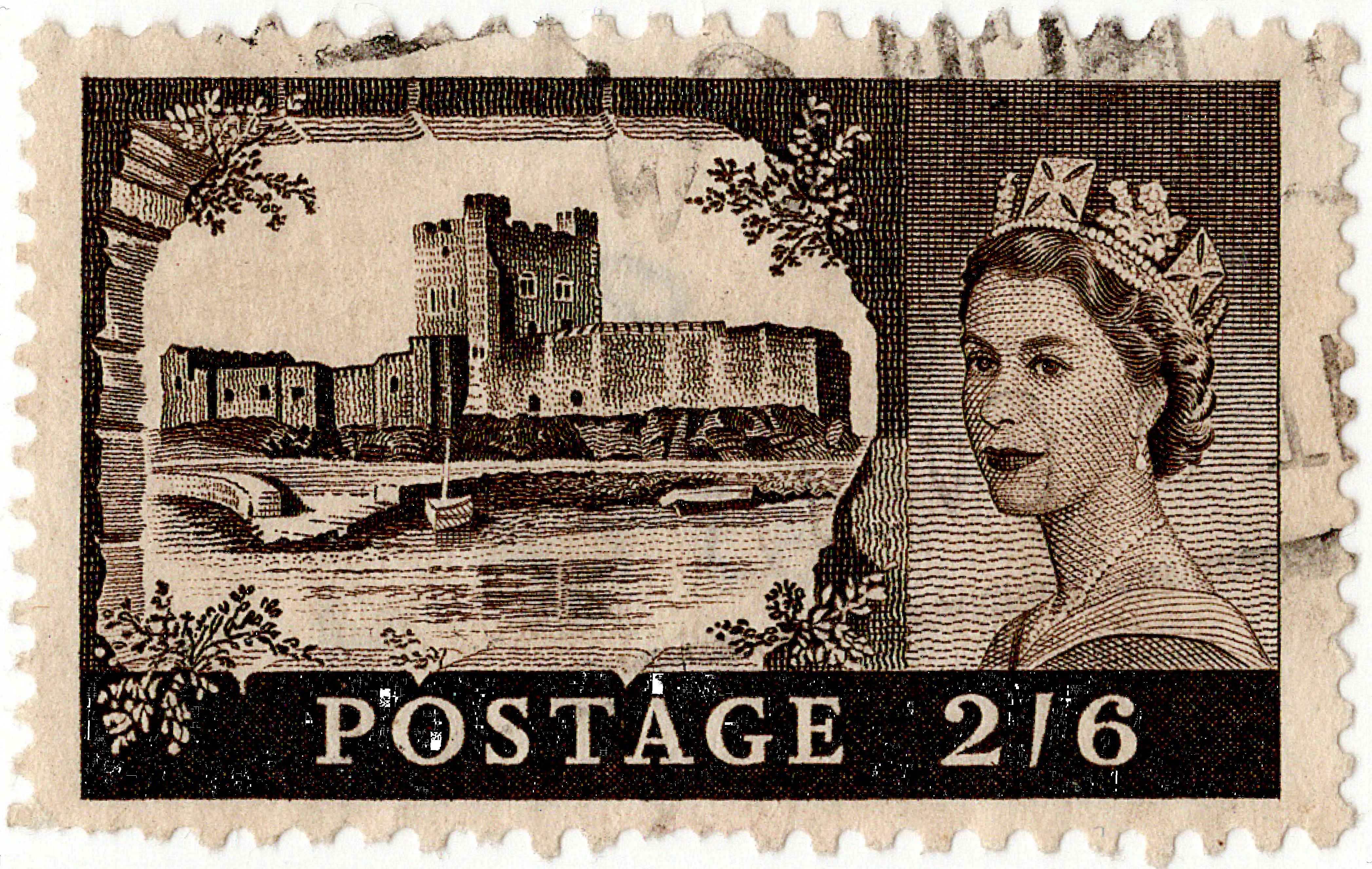
Timbre Wilding Gravure ordinaire (Waterlow ou Bradbury Wilkinson)

## Commémorations
Le type Wilding est de nouveau émis en 1990 dans un carnet de prestige et fait l'objet, en 2002 et 2003, de deux blocs pour son cinquantenaire.